# Filiki Eteria

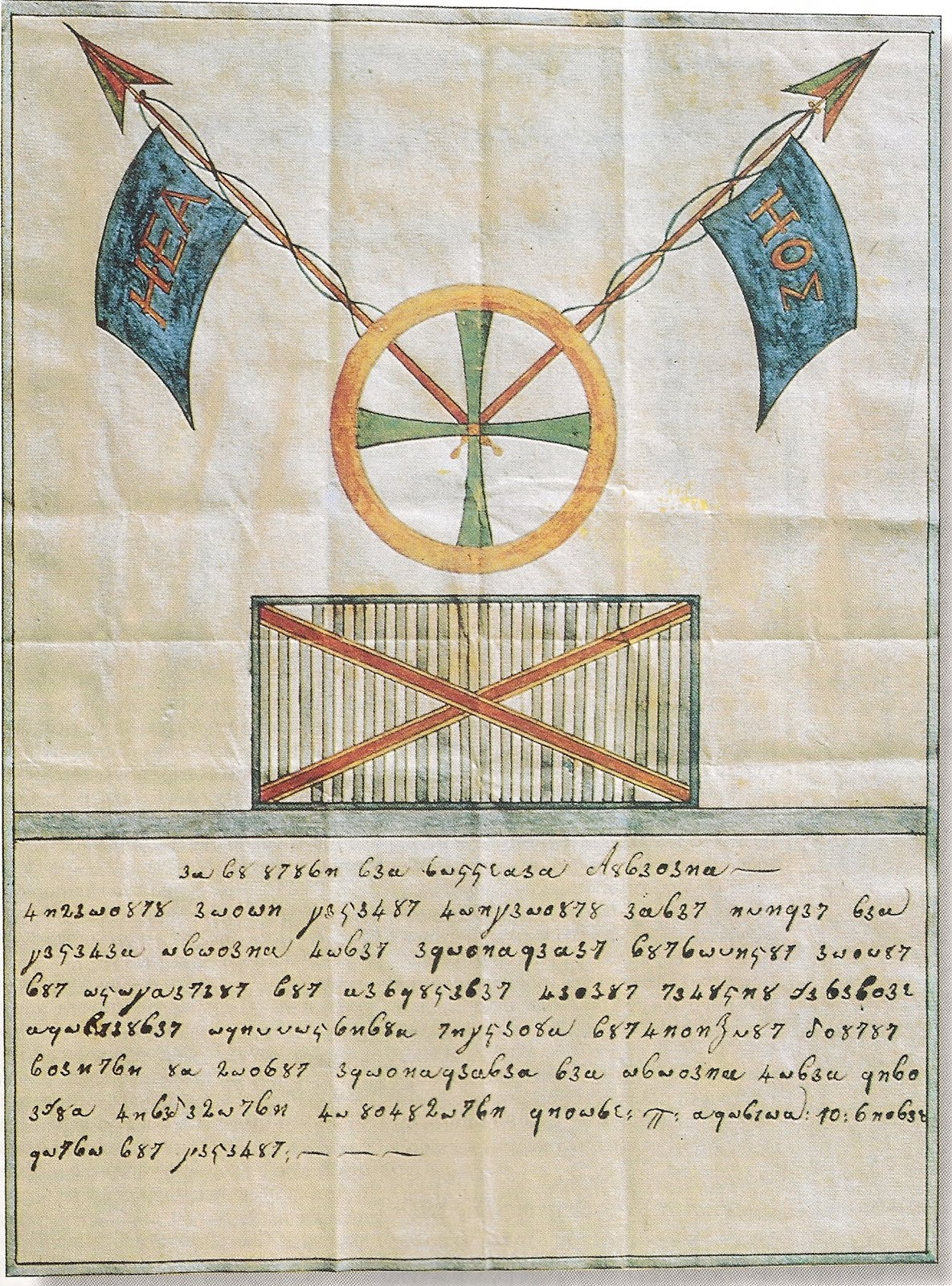
Emblem der Filiki Eteria

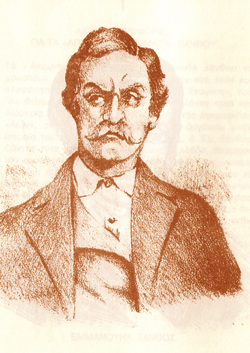
Nikolaos Skoufas

Die Filiki Eteria, auch Philiki Etaireia (griechisch Φιλική Εταιρεία; angenäherte deutsche Bezeichnung: Freundesgesellschaft) war ein Geheimbund griechischer Patrioten und Philhellenen, die im 19. Jahrhundert die Befreiung Griechenlands von den Osmanen und die Errichtung einer modernen griechischen Republik erwirken wollten.

## Geschichte
Sie wurde 1814 von den griechischen Kaufleuten Emmanuel Xanthos, Athanasios Tsakaloff und Nikolaos Skoufas in Odessa (in der heutigen Ukraine) gegründet. Die Filiki Eteria war eine vorwiegend aus Personen des Bürgertums bestehende Organisation, nicht wenige ihrer Mitglieder bezeichneten sich als Kaufleute. Neben diesen wurden aber auch viele Vertreter des Kleinbürgertums rekrutiert, wie beispielsweise Handwerker, Kirchenpersonal niederen Ranges (einfache Priester) und Lehrer. Sie gewann aufgrund ihrer Zielsetzung einer griechischen Republik viele – auch (später) bekannte – Mitglieder. Im Gegensatz zum osmanisch besetzten Griechenland war das griechische Bürgertum in den „Auslandskolonien“ wie beispielsweise Odessa politisch äußerst aktiv. Die bürgerliche Ausrichtung der Filiki Eteria ist umstritten. Der Historiker Pavlos Tzermias hat darauf hingewiesen, dass die von Marxisten betonte Bürgerlichkeit unter dem Vorzeichen der vor- bzw. frühkapitalistischen Gründung und Programmatik der Filiki Eteria zu betrachten ist.
Im März 1821 brach auf dem Peloponnes zuerst der griechische Aufstand gegen die osmanische Besatzungsmacht aus, welcher sich schnell auf fast alle Gebiete des heutigen griechischen Staates ausweitete. Bei Beginn des Aufstands war die Filiki Eteria die „Befreiungsorganisation“ in Griechenland. Wiederholt spielte die Filiki Eteria bzw. ihre Mitglieder eine wichtige Rolle im griechischen Unabhängigkeitskampf. Nach dem Eingreifen von Truppen des türkischen Statthalters von Ägypten, Mehmed Ali, unter dem Kommando seines Sohnes Ibrahim Ali 1825 verschlechterte sich die Situation der Aufständischen in militärischer Hinsicht erheblich. Der Schwächung von außen war auch eine Schwächung von innen durch Auseinandersetzungen mit teilweise bürgerkriegsähnlichem Charakter unter den Aufständischen vorangegangen. 1827 konnte die Wahl des Mitglieds der Filiki Eteria, Ioannis Kapodistrias, zum Gouverneur für Griechenland sowie das Eingreifen der europäischen Großmächte durch die Schlacht von Navarino im gleichen Jahr die militärische Lage entspannen.
Die Unabhängigkeit Griechenlands wurde 1828 (nach anderen Auffassungen 1829 oder 1830) nach langen Jahren des Kampfes und der Intervention der Großmächte (vgl. Seeschlacht von Navarino 1827, Russisch-Osmanischer Krieg von 1828 bis 1829) de facto erreicht. Das Londoner Protokoll von 1830 legte die griechische Unabhängigkeit durch die europäischen Großmächte England, Frankreich und Russland fest. Im Gegensatz zu den ursprünglichen Bestrebungen der Filiki Eteria wurde Griechenland auf Druck der Großmächte eine konstitutionelle Monarchie: Der bayrische Prinz Otto wurde als König eingesetzt und regierte anschließend Griechenland nach absolutistischen Grundsätzen, bis es 1843 zu einer Revolution kam, in deren Folge König Otto Zugeständnisse machen musste. Es wurde daraufhin eine Verfassung erstellt und verabschiedet, die das Königreich Griechenland zu einer konstitutionellen Monarchie umwandelte. Im Jahr 1862 wurde König Otto schlussendlich unblutig zu seiner Abdankung gezwungen. Die von der Filiki Eteria erhoffte Republik kam erst 1925 durch eine Volksbefragung zustande.

## Berühmte Mitglieder
- Panagiotis Anagnostopoulos (1790 oder 1794–1854), Kaufmann und Freiheitskämpfer, initiierte zahlreiche wohlhabende Unterstützer
- Laskarina Bouboulina (1771–1825), Heldin des griechischen Befreiungskriegs
- Lord Byron (1788–1824), englischer Schriftsteller
- Rallou Caradja (1778–1870), Schauspielerin, Theaterleiterin, Übersetzerin
- Ioannis Georgios Caradja (1754–1844), Fürst der Walachei
- Grigorios Dikeos (1788–1825), Freiheitskämpfer, Priester und Staatsmann, (Papaflessas)
- Daniil Filippidis (1750–1832), Mönch und Gelehrter
- Ioannis Kapodistrias (1776–1831), ehem. russischer Staatssekretär, erster griechischer Gouverneur (Staatspräsident) 1827
- Adamantios Korais (1748–1833), Gelehrter und Schriftsteller
- Manto Mavrogenous (1796–1848), Kommandantin im griechischen Unabhängigkeitskrieg
- Iakovos Rhizos Nerulos (1778–1850), phanariotischer Gelehrter, Neogräzist, Schriftsteller und Politiker
- Giorgakis Olympios (1772–1821), militärischer Anführer
- Emmanouil Papas (1773–1821), Kommandant im griechischen Unabhängigkeitskampf
- Alexander Puschkin (1799–1837), russischer Schriftsteller
- Iwan Varvakis (1745–1825), griechisch-russischer Adliger
- Tudor Vladimirescu (um 1780–1821), Führer der rumänischen Unabhängigkeitsbewegung
- Alexander Ypsilantis (1792–1828), Kommandeur im griechischen Unabhängigkeitskrieg sowie beim Aufstand in den osmanischen Provinzen Walachei und Moldau 1821 (niedergeschlagen)
- Dimitrios Ypsilantis (1793–1832), Griechenlands erster Feldmarschall